# Philodendron wittianum
Philodendron wittianum är en kallaväxtart som beskrevs av Adolf Engler. Philodendron wittianum ingår i släktet Philodendron och familjen kallaväxter. Inga underarter finns listade.